# ハミングバード (hy4 4yhの曲)
『ハミングバード〜Give me song〜』は、hy4_4yhによる5枚目のシングル。2009年7月26日発売。発売元はザ・レーベル。

## 収録曲
1. ハミングバード〜Give me song〜（5:11）
作詞・作曲：江崎マサル
2. ヘロー！ベイベー！！（4:34）
作詞・作曲：江崎マサル
3. 20 Flight to Rock（4:02）
作詞・作曲：江崎マサル